# Circuito di Puebla
L'Autódromo Internacional Miguel E. Abed è un circuito permanente situato a Puebla de Zaragoza.

## Storia
Il tracciato è stato inaugurato nel 2005 ed è servito come circuito per le categorie automobilistiche NASCAR e Campionato del mondo turismo. Nel 2021 ha ospitato il primo E-Prix di Puebla.

## Tracciato

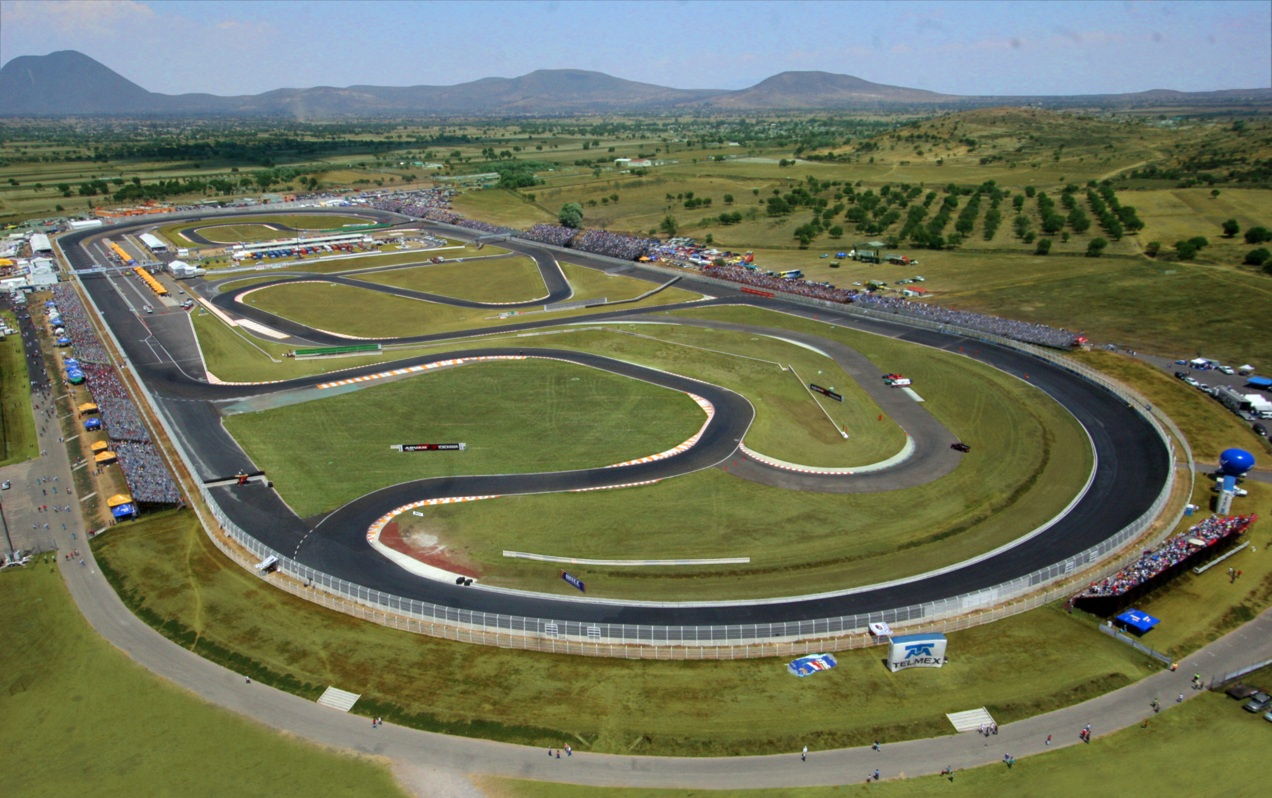
Veduta aerea.

Il tracciato si compone di 18 curve. Ci sono diverse configurazioni del circuito, adottate da diverse categorie competitive. L'ovale esterno è stato usato per lo più nelle gare di NASCAR.